# Wasa Teater

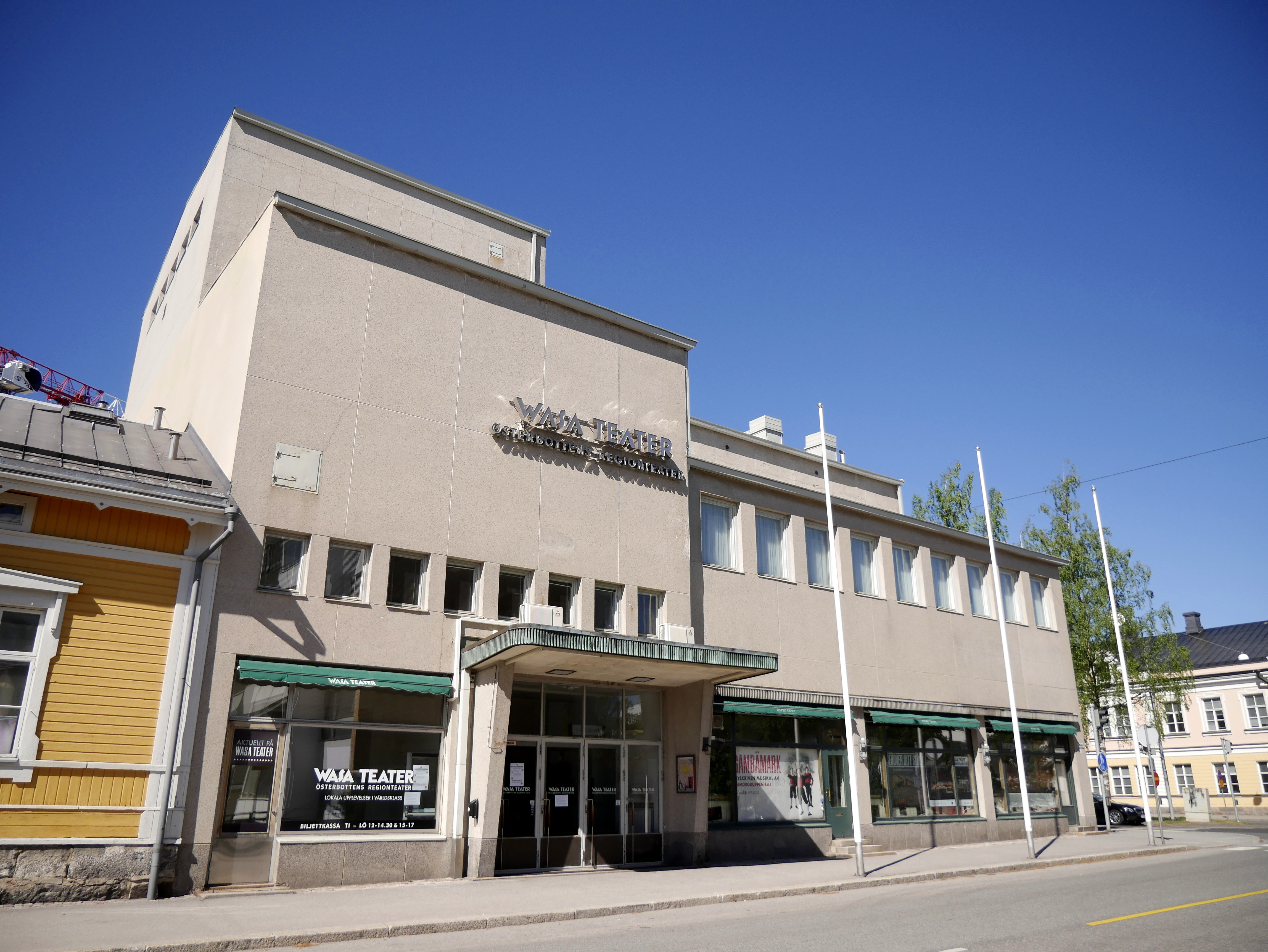
Wasa Teater.

Wasa Teater är en professionell svenskspråkig teater i Vasa. Teatern, som är Österbottens regionteater, grundades 1919.
Den nuvarande teaterbyggnaden stod färdig 1955 och är ritad av arkitekterna Bertel Liljequist och Sam Salvesen. Den gamla byggnaden, som totalförstördes i en brand 1953, var uppförd 1868 efter ritningar av Carl Axel Setterberg. Teatern renoverades 1997–1998, och dess stora scen har platser för 325 personer och Vasallen-scenen för 62 personer. Teatern har cirka 45 000 besökare och 6–7 premiärer per år.
Teatern genomgick en stor renovering 2018-2019. Då återinvigdes restaurangen Ernst Salonger i samband med teaterns 100-årsjbileum.
Wasa Teater försöker ha en så mångsidig repertoar som möjligt, för att passa alla åldrar med bland annat klassisk och nutidsdramatik, musikaler, familjepjäser, barn- och ungdomspjäser samt gästspel. Ambitionen är att göra teater som överraskar, roar och berör. Förutom föreställningar i teaterhuset har teatern en omfattande turnéverksamhet i regionens svensk- och tvåspråkiga kommuner. Teatern turnerar både med barn- och vuxenpjäser. Samarbetet med skolor, lokala konstutövare, författare och amatörer är en viktig del av teaterns verksamhet i regionen.
Wasa teater tilldelades Choraeuspriset av Olof och Siri Granholms stiftelse år 2019.
Den 1.8.2025 tillträdde Linda Zilliacus som ny chef för Wasa Teater. Hon efterträder Ann-Luise Bertell.